# Uracis infumata
Uracis infumata är en trollsländeart som först beskrevs av Jules Pièrre Rambur 1842.  Uracis infumata ingår i släktet Uracis och familjen segeltrollsländor. Inga underarter finns listade i Catalogue of Life.